# Taras Fedorovytch
Taras Fedorovitch, (en ukrainien : Тарас Федорович, connu comme : Taras Triasylo, Hassan Tarasa, Assan Trasso), né à Tchyhyryne et mort le 20 mars 1639, était un Hetman des cosaques enregistré.

## Biographie
Taras Fedorovytch est né dans le village de Tchyhyryne, Crimée.
Entre 1629 et 1636, il a joué un rôle prééminent lors de la révolte ruthène contre la Pologne de la république des Deux Nations mais aussi contre l'Est et la Russie.
En mars 1630, il a pris la tête de la révolte de Fedorovitch contre les conséquences du traité de Kouroukov de 1625. La révolte fut réprimée par Stanisław Koniecpolski et se terminait par des massacres à Lyssianka, Dymer entre autres. La révolte se terminait par le traité de Pereïaslav (1630).

## Hommage
Son nom a été donné à la rue Taras Tryasila à Kiev, Taras Chevtchenko un poème en son honneur, la 43e brigade d'artillerie d'Ukraine porte son nom. 